# アロンソテギ
アロンソテギ(バスク語: Alonsotegi, スペイン語: Alonsotegui)は、スペイン・バスク州ビスカヤ県のムニシピオ（基礎自治体）。コマルカ（郡）としてはグラン・ビルバオの構成自治体のひとつであり、ビルバオ都市圏に含まれている。正式表記はバスク語のAlonsotegi。

## 地理
面積は16.02km2であり、2013年の人口は2,827人である。ビスカヤ県の県都ビルバオからは約8kmの距離にあり、ネルビオン川の支流であるカダグア川が形成する谷にある。19世紀末からは下流側で隣接するバラカルドの一部だったが、1990年代に分割されて再び独立したムニシピオ（基礎自治体）となった。ビルバオ都市圏から西側のバルメサーダに抜けるBI-636号線が自治体内を走っている。自治体はアロンソテギ地区、イラウレギ地区、アルブジョ地区の3地区に分かれる。

## 政治
2011年5月に行われた自治体選挙ではバスク民族主義党(EAJ/PNV)が5議席、ビルドゥが4議席、アロンソテギコ・エスケラ(AE)が1議席、バスク社会党(PSE-EE)が1議席を獲得した。アロンソテギコ・エスケラは地元政党である。
| 2011年自治体選挙結果          | 2011年自治体選挙結果 | 2011年自治体選挙結果 | 2011年自治体選挙結果 |
| 政党                          | 得票数               | 得票率               | 議席数               |
| ----------------------------- | -------------------- | -------------------- | -------------------- |
| バスク民族主義党 (EAJ-PNV)    | 708                  | 41.55 %              | 5                    |
| ビルドゥ                      | 500                  | 29.34 %              | 4                    |
| アロンソテギコ・エスケラ (AE) | 194                  | 11.38 %              | 1                    |
| バスク社会党 (PSE-EE)         | 173                  | 10.15 %              | 1                    |
| 国民党 (PP)                   | 68                   | 3.99 %               | 0                    |
| エスケル・バトゥア (EB)       | 30                   | 1.76 %               | 0                    |

## 出身人物
- マルティン・デ・コスコハレス – 修道士。
- ミゲル・デ・アロンソテギ – 托鉢修道士。
- イニゴ・ウルクリュ – 政治家。バスク自治州政府レンダカリ（2012年-）
- マルセリーノ・ビルバオ・ビルバオ – 軍人。
- アンドニ・ゴイコエチェア・オラスコアガ – サッカー選手・サッカー指導者。